# Дежановаць
45°34′ пн. ш. 17°05′ сх. д. / 45.56° пн. ш. 17.08° сх. д.
Дежановаць (хорв. Dežanovac) – громада і населений пункт в Беловарсько-Білогорській жупанії Хорватії.

## Населення
Населення громади за даними перепису 2011 року становило 2 715 осіб. Населення самого поселення становило 888 осіб.
На 1991 рік 29,71 % (298 від 1 003) є чехами.
Динаміка чисельності населення громади:
Динаміка чисельності населення центру громади:

## Населені пункти
Крім поселення Дежановаць, до громади також входять:
- Благородоваць
- Доні Среджани
- Дрлеж
- Голубиняк
- Горні Среджани
- Говедже Полє
- Іваново Полє
- Каштель Дежановачки
- Крештеловаць
- Соколоваць
- Троєглава